# Johann Lorenz von Mosheim
Johann Lorenz von Mosheim or Johann Lorenz Mosheim (Lübeck, 9 de octubre de 1693 – Gotinga 9 de septiembre de 1755) fue un historiador luterano alemán. 

## Biografía
Nació en Lübeck el 9 de octubre de 1693 o 1694. Después de estudiar en el gimnasio de Lübeck, ingresó en la Universidad de Kiel (1716), donde obtuvo su maestría en 1718. En 1719 se convirtió en asesor de la facultad de filosofía de Kiel.
Su primera aparición en el campo de la literatura fue en un polémico tratado contra John Toland, Vindiciae antiquae christianorum disciplinae (1720), que pronto fue seguido por un volumen de Observationes sacrae (1721). Estas obras, junto con la reputación que había adquirido como conferenciante y predicador, le aseguraron una llamada a la Universidad de Helmstedt como profesor ordinario en 1723. El Institutionum historiae ecclesiasticae libri IV apareció en 1726 y en el mismo año fue nombrado por el duque de Brunswick, abad de Marienthal, a la que se añadió la abadía de Michaelstein el año siguiente.
Mosheim fue muy consultado por las autoridades cuando se estaba formando la nueva Universidad de Gotinga, especialmente en el marco de los estatutos de la facultad de teología y las disposiciones para que los teólogos fueran independientes de los tribunales eclesiásticos. En 1747 fue nombrado canciller de la universidad. En 1748 fue responsable de la visita realizada por Jorge II de Gran Bretaña a su universidad. Murió en Gotinga el 9 de septiembre de 1755.

## Obra
Entre sus otras obras se encuentran De rebus christianorum ante Constantinum commentarii (1753), Ketzer-Geschichte (2ª ed. 1748) y Sittenlehre der heiligen Schrift (x7 ~ 553). Sus escritos exegéticos, caracterizados por el aprendizaje y el buen sentido, incluyen Cogitationes in N. T. bc. select. (1726), exposiciones de Corintios I (1741) y las dos Epístolas a Timoteo (1755). En sus sermones (Heilige Reden) se muestra una considerable elocuencia y un dominio del estilo que justifica la posición que ocupó como presidente de la Sociedad Alemana.
Hay dos versiones en inglés de las Institutiones, la de Archibald Maclaine publicada en 1764, y la de James Murdock (1832), que es la más correcta. La traducción de Murdock fue revisada y reeditada por James Seaton Reid en 1848 y por H. L. Hastings en 1892 (Boston). Murdock publicó una traducción al inglés del De rebus christianorum en 1851. En la edición de 1842 de la traducción de Maclaine, los Institutos se titularon An Ecclesiastical History, From The Birth of Christ to the Beginning of the Eighteenth Century: in which The Rise, Progress And Variation of Church Power Are Considered In Their Connection With the State Of Learning And Philosophy, and The Political History of Europe During that Period y el nombre de Mosheim estaba modificado en modo inglés como John Lawrence Mosheim, DD, Canciller de la Universidad de Gotinga.